# 一関市立室根小学校
一関市立室根小学校（いちのせきしりつ むろねしょうがっこう）は、岩手県一関市室根町にある公立小学校。通称は室小（むろしょう）。

## 概要
室根地域の小学校統合整備計画により2022年に開校した、同地域唯一の小学校である。一関市立室根中学校のそばに位置しており、中学校の敷地に校舎を設けた。鉄筋コンクリート（一部鉄骨）造の校舎と体育館は一体型の建物となっており、体育館を囲むように教室などを配置している。施設には地元の木材や石材（室根石）を活用したり、市内の間伐材を燃料に用いるチップボイラーを取り入れ、環境に配慮している。

## 沿革

### 開校までの経緯
2009年に室根地域の5校を統合し開校していた、東西の各校（室根東小学校・室根西小学校）において児童数が年々減少傾向だった状況を改善し、学校規模の適正化を図るべく2016年10月に両校の学校統合に向けて「室根地域学校統合整備検討委員会」を設置したのが開校に至る発端となった。2018年には、両校を統合して室根中学校の校地一角に新たに学校を設置するなどの基本方針案が決定した。その後統合時期や校舎・付属施設の基本計画がまとまり、2020年3月に校名を「室根小学校」に決定し、同年10月には敷地の造成が完了した。
地盤改良工事や新型コロナウイルス感染症に伴う建築資材の搬入遅れが影響し、当初の落成予定である2022年1月から大幅にずれ込んだことから、開校後しばらくの間は室根東小学校を仮校舎として利用せざるを得なくなった。同年6月までにほとんどの施設が完成したことから同年8月6日に新校舎へ学校機能を移転し、2学期より使用を開始した。

### 年表
- 2022年（令和4年）
  - 4月1日 - 室根東小学校を仮校舎として開校[12][11]。
  - 4月7日 - 開始式を挙行[11]。
  - 6月 - 校舎・屋内運動場を落成[5][2]。
  - 8月6日 - 新校舎への移転作業を実施（8月10日まで）[1]。
  - 8月18日 - 新校舎の使用開始[1]。放課後児童クラブ「室根児童クラブ」を校舎内に開設[13]。
  - 9月11日 - 開校式・落成式を挙行[2]。
- 2023年（令和5年）3月29日 - 株式会社オヤマから遊具を寄贈される[14]。

## 教育目標
- 考える子
- 明るい子
- 強い子

出典：

## 学校活動
主な学校行事。
1学期
- 4月 - 学級作り月間：紹介式、始業式、入学式、交通安全教室、1年生を迎える会、家庭訪問
- 5月 - 体力向上月間：運動会
- 6月 - 体力向上月間：修学旅行（6年生）、牡蠣養殖見学（5年生）
- 7月 - 学力向上月間：個別面談、終業式（夏休み）

2学期
- 8月 - 体力向上月間：始業式、作品展、宿泊学習（5年生）
- 9月 - 体力向上月間：校外学習（1・2年、3・4年）、陸上競技大会
- 10月 - 読書向上月間：学習発表会、むろね音楽会
- 11月 - 学力向上月間：ロードレース大会
- 12月 - 学力向上月間：個別面談、修行式（冬休み）

3学期
- 1月 - 読書向上月間：始業式
- 2月 - 学力向上月間：未就学児一日入学、6年生を送る会
- 3月 - 学年のまとめ月間：修了式、卒業式（学年末休み）、離任式

## 施設概要
主な施設。
- 校舎（3,546 m2[17]）
- 体育館（922 m2[17]） - 校舎と同一建物
- 屋外プール[注 2]
- 校庭（9,573 m2[17]）
- 室根児童クラブ（放課後児童クラブ）[13]

校地面積は19,612平方メートルである。

## 児童・学級数
開校以降の児童数と学級数の推移。
| 年度                                                  | 児童数   | 増減 | 学級数 | 増減 | 出典   | 備考 |
| ----------------------------------------------------- | -------- | ---- | ------ | ---- | ------ | ---- |
| 2022（令和4）年度                                     | 142（4） | －10 | 8（2） | －6  | [ 18 ] | 開校 |
| 2023（令和5）年度                                     | 146（7） | 4    | 8（2） | 0    | [ 18 ] |      |
| 2024（令和6）年度                                     | 142（3） | －4  | 7（1） | －1  | [ 17 ] |      |
| ※児童数・学級数内の括弧は特別支援児童・学級数（内数） |          |      |        |      |        |      |

## 学区
- 一関市室根町全域
  - 折壁
  - 矢越
  - 津谷川

出典：

## 進学先の中学校
- 一関市立室根中学校[19]

## アクセス
国道284号（室根バイパス）沿い、一関市立室根中学校そばに位置している。

### 鉄道
- 東日本旅客鉄道（JR東日本）大船渡線
  - 矢越駅から車で約3分、徒歩で約20分
  - 折壁駅から車で約4分、徒歩で約25分

### バス
- 「一関市役所室根支所前」停留所（岩手県交通）から徒歩で約15分

### 自動車
- 一関市千厩町の中心部から国道284号経由で約15分
- 宮城県気仙沼市の中心部から国道284号経由で約15分

## 周辺
- 一関市立室根中学校
- 国道284号
- 矢越駅
- 一関市立室根西小学校（廃校）